# نيك كورديرو
نيك كورديرو (17 سبتمبر 1978 - 5 يوليو 2020) ممثل كندي، اشتهر بأدواره في المسرحيات الغنائية لا سيما ويتريس وغاه برونكس تايل، التي رشح للفوز عنها بجائزة توني المسرحية، شملت مسيرته أيضًا أدوارًا تلفزيونية وأدوارًا سينمائية. توفي من مضاعفات بسبب مرض فيروس كورونا 2019 عن عمر ناهز 41 عامًا.

## روابط خارجية
- نيك كورديرو على موقع IMDb (الإنجليزية)
- نيك كورديرو على موقع ميوزك برينز (الإنجليزية)
- نيك كورديرو على موقع قاعدة بيانات برودواي على الإنترنت (الإنجليزية)
- نيك كورديرو على موقع ديسكوغز (الإنجليزية)
- نيك كورديرو على موقع قاعدة بيانات الفيلم (الإنجليزية)